# Стадион Гринфилд
Стадион Гринфилд (енгл. Greenfield Stadium (Trelawny)) је вишенаменски стадион у Трелонију на Јамајци који је завршен 2007. Има капацитет за 25.000 људи.

## Историјат стадиона
Изграђен је у складу са споразумом између Јамајке и Народне Републике Кине, према којем је влада НРК-а уложила најмање 30 милиона америчких долара потребних за пројекат.
Углавном се користи за крикет. Стадион је био домаћин припремних утакмица током Светског првенства у крикету 2007. године, као и церемоније отварања шампионата, али није био домаћин званичне међународне утакмице у крикету.
Стадион је такође користила фудбалска репрезентација Јамајке као друго место одржавања. „Реге Бојси” су овде играли квалификациону утакмицу за Светско првенство против фудбалске репрезентације Бахама 2008. године, а стадион је био домаћин групних утакмица на Купу Кариба 2008.
Терен је био домаћин међународних мечева у крикету када је женски крикет тим Западне Индије савладао женску репрезентацију Енглеске у два ОДИ за жене. Ово је био први велики догађај након Светског купа у крикету 2007.
У децембру 2019. године, Крикет Западне Индије (ЦВИ) је потврдио да ће место бити домаћин утакмица у првенству Западне Индије 2019–20, након паузе од једанаест година.
На стадиону се такође одржавају представе и концерти, као што је био блуз фестивал на Јамајци са гостима попут Селин Дион 2012. године.

## Фудбалске утакмице
| Датум             | Утакмица           | Резултат | Такмичење                  | Гледалаца |
| ----------------- | ------------------ | -------- | -------------------------- | --------- |
| 7. децембар 2008. | Јамајка - Гренада  | 4 : 0    | Куп Кариба 2008. − група Ј | 0         |
| 7. децембар 2008. | Гренада - Барбадос | 4 : 2    | Куп Кариба 2008. − група Ј | 0         |